# Walter Houser Brattain
Walter Houser Brattain (10 février 1902 à Xiamen, Chine -  13 octobre 1987 à Seattle, États-Unis) est un physicien américain. John Bardeen, William Shockley et lui sont colauréats du prix Nobel de physique de 1956 « pour leurs recherches sur les semiconducteurs et leur découverte de l'effet transistor ». Brattain a consacré ensuite l'essentiel de ses recherches aux couches minces.

## Biographie
Walter Brattain est né à Xiamen, ville du Fujian en Chine, de parents américains, Ross R. Brattain et Ottilie Houser Brattain. Ross R. Brattain était professeur à l'Institut Ting-Wen:11, école privée. Ses parents étaient diplômés de Whitman College:71; Ottilie Houser Brattain était mathématicienne. Ottilie et son fils retrouvèrent les États-Unis en 1903, et Ross suivit:12. La famille passa quelques années à Spokane (Washington), puis s'installa dans un ranch à Tonasket (Washington) en 1911:12:71.
Brattain alla à l'école à Washington, puis passa un an au lycée de la Reine-Anne à Seattle, deux ans au lycée de Tonasket, et un an à l’école de garçons de Moran, sur l’Île de Bainbridge. Il prépara sa double licence de physique et de mathématiques à Whitman College, université de Walla Walla (Washington), sous la direction de Benjamin H. Brown (physique) et de Walter A. Bratton (mathématiques) et fut diplômé en 1924. Brattain et ses camarades Walker Bleakney, Vladimir Rojansky et E. John Workman reçurent plus tard le sobriquet des « Quatre cavaliers de la Physique »  par allusion aux belles carrières qu'ils firent dans la recherche:71. Le frère de Brattain, Robert, formé lui aussi à Whitman College, devint également physicien:71.
Brattain passa sa maîtrise à l'Université d'Oregon, à Eugene, en 1926, et soutint sa thèse à l'Université du Minnesota en 1929,. Dans ce dernier établissement, Brattain put s'initier aux idées nouvelles de la Mécanique quantique grâce à John Hasbrouck van Vleck. Sa thèse, préparée sous la direction de John T. Tate, portait sur l'« Efficacité de l'excitation dans la vapeur de mercure par bombardement d'électrons et diffusion anomale:72. »
Walter Brattain s'est marié à deux reprises : en 1935 avec la chimiste Keren Gilmore († 10 avril 1957), qui lui donna un fils, William G. Brattain, né en 1943 ; puis en 1958 avec Emma Jane (Kirsch) Miller, qui avait déjà trois enfants.
Il s'installa à Seattle dans les années 1970 et y passa les dernières années de sa vie. Brattain a enseigné comme professeur auxiliaire à l'Université Harvard en 1952 et au Whitman College en 1962 et 1963. Il démissionna des Laboratoires Bell en 1967, mais dès 1972 Whitman College lui offrit un poste de professeur adjoint. Il prit sa retraite de l'enseignement en 1976 mais continua d'exercer comme consultant pour Whitman. Depuis, cet établissement décerne les bourses Walter Brattain aux étudiants de première année « qui se sont distingués pour leur excellence dans leurs années de lycées. » Cette bourse peut être reconduite quatre années de suite.
Brattain est mort le 13 octobre 1987 de la maladie d'Alzheimer dans une clinique privée de Seattle,. Il a été inhumé dans le cimetière de Pomeroy City, dans le Comté de Garfield.

## Œuvre scientifique

### L'électrisation de surface
En 1927 et 1928, Brattain travaille au National Bureau of Standards à Washington, D.C., et participe à la rédaction des normes de fréquence piézoélectrique. Au mois d'août 1929, il rejoint l'équipe de Joseph A. Becker au Laboratoires Bell comme physicien. Les deux hommes se mettent à travailler sur le courant thermo-activé de porteurs de charge dans les redresseurs à oxyde de cuivre:72. Brattain assiste à cette occasion à une conférence de Sommerfeld, dont il cherche à étayer la théorie par de nouvelles expériences d’émission thermoionique.Becker et Brattain poursuivent leurs recherches sur d'autres sujets, comme l'état d'électrisation de surface, l'énergie de libération du tungstène ou l'adsorption d'atomes de thorium:74. Ses études sur le redressage du courant électrique et le comportement optique des couches minces d'oxyde de cuivre et de silicium mettent Brattain sur la voie du comportement photoélectrique de surface des semi-conducteurs. Le jury du prix Nobel voyait dans cette découverte l'une des principales contributions de Brattain à la physique de l'état solide.
À l'époque, l'industrie du téléphone est intimement liée à la technologie des tubes à lampe, qui permettent de moduler l'intensité du courant électrique ; or ces composants ne sont ni fiables, ni efficaces : aussi les Laboratoires Bell se lancent-ils à la recherche d'alternatives. Dès les années 1930, Brattain a travaillé avec William B. Shockley au principe d'un amplificateur à semi-conducteur à base de couche d'oxyde de cuivre, tentative prématurée et d'ailleurs vaine de créer un transistor à effet de champ. Simultanément, d’autres chercheurs faisaient des essais sur les semi-conducteurs, avec des matrices conductrices dopées au germanium ou au silicium, mais ces travaux de l'Entre-deux guerres n'ont encore aucun caractère systématique et sont purement empiriques.
Durant la Seconde Guerre mondiale, Brattain et Shockley travaillent au sein du National Defense Research Committee de l'Université Columbia sur la détection des sous-marins par leur signature magnétique, mais dans deux équipes distinctes : celle ou travaille Brattain met au point des magnétomètres suffisamment sensibles pour détecter les perturbations du champ magnétique terrestre provoquées par la présence de sous-marins:104,, que Brattain fait breveter en 1944.

### L'effet transistor
En 1945, les Laboratoires Bell réorganisent leurs équipes et décident de former un groupe voué à la recherche fondamentale en physique de l'état solide pour ouvrir de nouvelles voies aux technologies de la communication. Le vice-président à la recherche, Mervin Kelly, approuve la création de ce département, qui sera co-dirigé par Shockley et Stanley O. Morgan:76. Bientôt John Bardeen, spécialiste de la physique quantique dont Brattain avait fait la connaissance dans les années 1930, rejoint l'équipe de Shockley. Brattain est alors un expérimentateur réputé en science des matériaux, et Shockley, le responsable de l'équipe, est un expert de la physique de l'état solide.

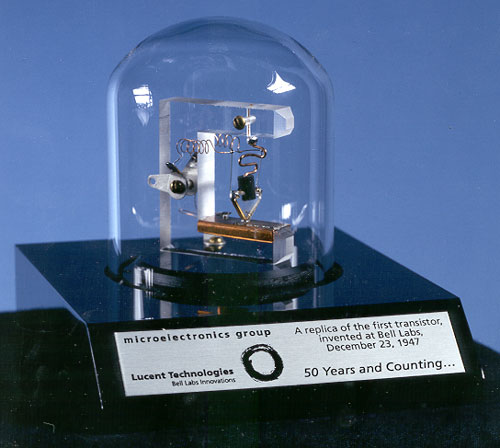
Réplique stylisée du premier véritable transistor.

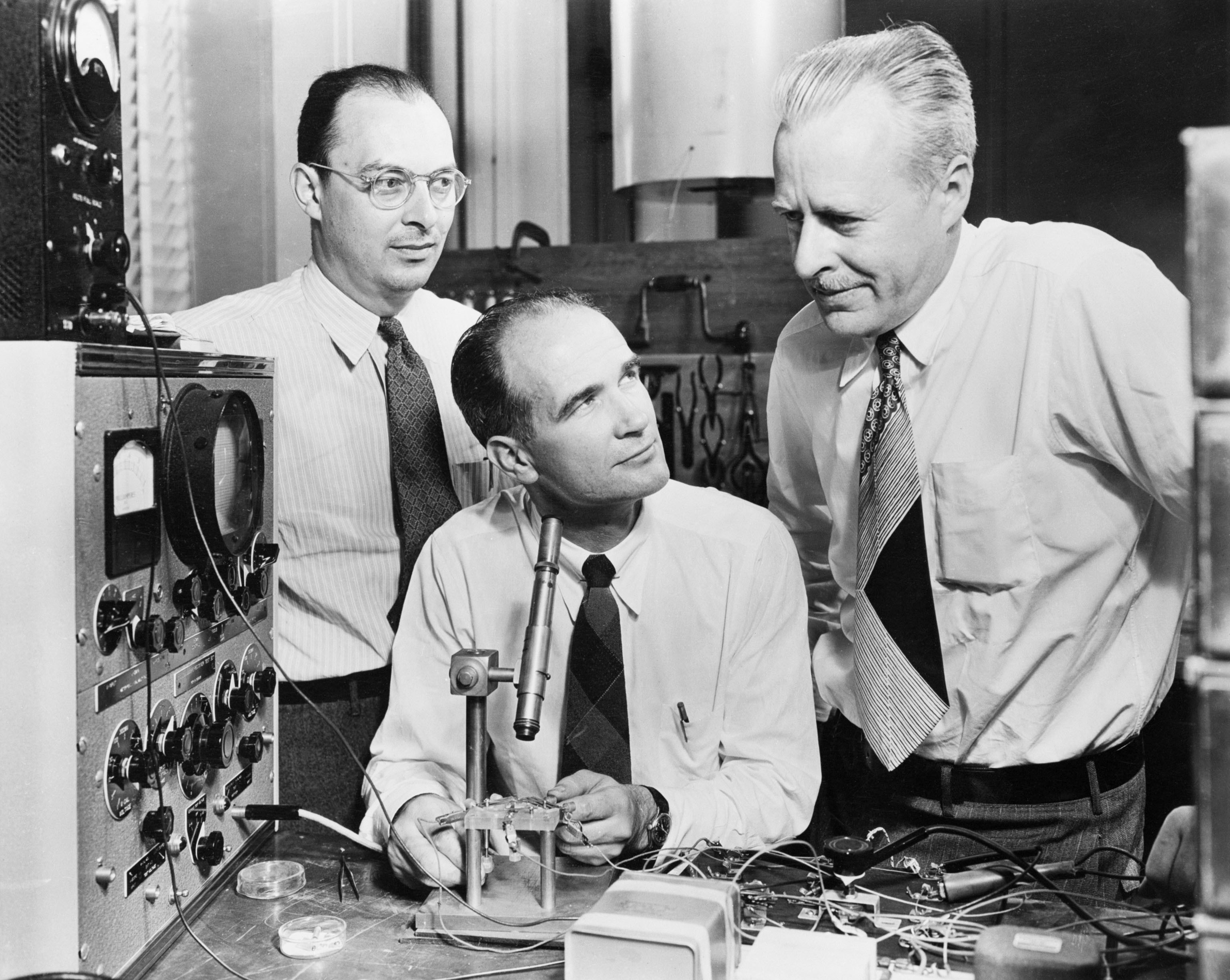
John Bardeen, William Shockley et Walter Brattain aux laboratoires Bell (1948).

Selon les théories en vigueur à l'époque, le prototype de transistor à effet de champ de Shockley : un cylindre recouvert d’une couche mince de silicium monté à proximité d'une platine de métal conducteur, aurait dû produire un effet d'amplification. Il propose donc à Brattain et Bardeen d’étudier ce paradoxe. Au cours des mois de novembre et décembre, ces deux hommes mènent toute une série d’expériences. Bardeen élabore l’hypothèse selon laquelle des irrégularités dans l’état d’électrisation de surface freinent les porteurs de charge. Puis Brattain et Bardeen finissent par obtenir un léger effet d’amplification de courant électrique en engageant un contact à pointe en or baigné d'eau distillée dans le silicium. Ils augmentent insensiblement cet effet en remplaçant le silicium par du germanium, mais uniquement pour les courants basse fréquence.
Le 16 décembre, Brattain imagine de ficher l’un près de l'autre deux contacts à feuille d’or dans un substrat de germanium. Il rapporte ceci : « Ce double contact fut appliqué contre une couche de germanium anodisée à 90 V, l’électrode nettoyée dans le H2O avec quelques particules d'or vaporisées à sa surface. Les contacts en or furent appliqués contre la surface. Les deux contacts se rigidifièrent parfaitement... Un point servait de grille réceptrice, l’autre de platine. Il fallait que le décalage (en courant continu) soit positif pour qu’il y ait amplification. »
Comme l’écrivit Bardeen, « Les premières expériences avec les pointes dorées nous suggérèrent immédiatement la formation de lacunes dans la masse du germanium, en plus grande densité près de la surface. On a choisi les termes d’« émetteur » et de « récepteur » pour décrire ce phénomène. Le seul problème, c’était : comment la perte de charge liée à l’apparition de lacunes est-elle compensée? Notre première pensée fut que la charge était compensée par une électrisation de surface. Plus tard, Shockley suggéra que la charge était compensée par une concentration d’électrons dans la masse du substrat et proposa la géométrie du transistor unijonction... De nouvelles expériences menées par Brittain et moi-même ont montré que, vraisemblablement, les deux phénomènes se conjuguent dans le transistor à contact ponctuel.:470. »
Le 23 décembre 1947, Walter Brattain, John Bardeen et William B. Shockley présentent à leurs collègues des Laboratoires Bell le premier transistor. Amplificateur de faibles signaux électriques et vecteur du traitement de l’information, le transistor allait s’imposer comme « la clef de voûte de l'électronique moderne. »
Convaincus par cette démonstration qu’une percée fondamentale venait de se produire, les Laboratoires Bell concentrèrent les moyens sur ce qu’ils baptisèrent désormais le Surface States Project. Les premiers temps, on imposa un secret absolu : les progrès réalisés par l’équipe de Brattain, Bardeen, Shockley etc. n’étaient divulgués qu’à certains collaborateurs par des conférences internes aux Laboratoires Bell:471. On déposait systématiquement des brevets, et dans la précipitation, l'invention du transistor à contact ponctuel se trouva mise au crédit des seuls Bardeen et Brattain: les Laboratoires Bell étaient obsédés par l'idée que Ralph Bray et Seymour Benzer, deux chercheurs de Purdue qui étudiaient les variations de résistance du germanium, puissent développer des composants similaires et les breveter avant Bell:38–39.
Le 30 juin 1948, les Laboratoires Bell tinrent une conférence de presse pour annoncer publiquement leur découverte. Ils adoptèrent pour l’occasion une politique d’ouverture selon laquelle toute connaissance nouvelle serait communiquée gratuitement aux autres institutions de recherche. Ainsi, ils coupaient court au risque de voir ces recherches classées « secret militaire », tout en stimulant la recherche et le développement de la technologie du transistor. Les Laboratoires Bell organisèrent même plusieurs congrès (septembre 1951, avril 1952 et 1956), ouverts aux universitaires, industriels et militaires, qui furent suivis par des centaines de chercheurs:471–472, 475–476.

### Le divorce
Shockley était convaincu (et il finit par affirmer) qu'il aurait dû être crédité de la découverte du transistor,,. Il tint désormais Bardeen et Brattain à l'écart des autres thèmes de recherche, en particulier le transistor unijonction, que Shockley breveta seul. S'il est vrai que la théorie du transistor de Shockley apparaît avec le recul comme une « réalisation impressionnante:43–44 », qui prélude à l'électronique des composants solides, la réalisation concrète de ce programme prendra encore des années.
Brattain demanda son affectation à une autre équipe de recherche des Laboratoires Bell, celle de C. G. B. Garrett et P. J. Boddy, où il poursuivit ses travaux sur les phénomènes de surface dans les solides et l'« effet transistor », soucieux de percer à jour les différents mécanismes qui expliquent le comportement électrique des semi-conducteurs:79–81. Bardeen, jugeant désormais la situation « intolérable », démissionna des Laboratoires Bell en 1951 et prit un poste à l'Université de l'Illinois, où il finit par remporter un second Prix Nobel pour sa théorie de la supraconductivité. Shockley démissionna à son tour des Laboratoires Bell en 1953 pour créer le Shockley Semiconductor Laboratory, filiale de Beckman Instruments,.

### Le prix Nobel
En 1956, les trois hommes se retrouvèrent pour l'attribution par le roi de Suède  du prix Nobel de Physique que l'Académie Nobel venait de leur attribuer « pour leurs recherches sur les semi-conducteurs et la découverte de l'effet transistor. » Bardeen et Brattain étaient crédités de la découverte du transistor à contact ponctuel ; Shockley, de l'invention du transistor unijonction. Walter Brattain aurait déclaré, à l'annonce de l'attribution du prix, « J’apprécie à coup sûr cet honneur. C'est une immense satisfaction que d'avoir fait quelque chose dans sa vie et d'avoir été reconnu pour cela de cette manière. Cependant, ma grande chance aura été de m'être trouvé au bon endroit, au bon moment, et d'avoir eu les bons collaborateurs. » Chacun des trois lauréats donna sa propre conférence. Brattain parla des Propriétés de surface des semi-conducteurs, Bardeen a expliqué Comment la recherche sur les semi-conducteurs a mené au transistor à contact ponctuel, et Shockley a montré en quoi La technologie du Transistor se rattache à la nouvelle physique.
Brattain travailla par la suite avec P. J. Boddy et P. N. Sawyer sur les processus électrochimiques dans le vivant:80. Lorsque son fils fut opéré du cœur, il s'intéressa à la formation des caillots sanguins. Il collabora enfin avec un professeur de chimie de l'Institut Whitman, David Frasco, s'inspirant des propriétés des bicouches phospholipidiques pour modéliser les processus d'absorption par la membrane extérieure des cellules vivantes.